# Anton Mecum
Heinrich Anton Mecum (* 24. Januar 1857 in Köln; † 5. Juni 1925 in Wiesbaden) war ein deutscher Regierungsbaumeister und Oberbürgermeister der Stadt Gießen.

## Leben
Anton Mecum war ein Sohn des Musiklehrers Heinrich Mecum und dessen Ehefrau Josephine Bürgers. Nach seinem Studium an der Technischen Hochschule Aachen und der Technischen Universität Berlin kam er in die preußische Staatsbauverwaltung, wo er 1887 Regierungsbaumeister wurde.
1898 wechselte er als Stadtbaurat nach Königshütte in Oberschlesien. Nach zweijähriger Tätigkeit kam  er als Erster Beigeordneter zur Stadt Solingen.
Zum Jahresende 1900 wurde er Bürgermeister der Stadt Gießen und am 25. November 1902 zum Oberbürgermeister der Stadt gewählt.
In dieser Eigenschaft war er Ersatzmitglied im Provinzialausschuss des Provinziallandtages.
Am 15. Juni 1912 wurde seine Wiederwahl zum Oberbürgermeister bestätigt. Seine Wahlzeit lief über 12 Jahre. Mecum ging 1914 in den Ruhestand.
Am 10. November 1912 wurde im Gießener Stadtverordneten-Sitzungssaal der Oberhessische Kunstverein gegründet, dessen Vorsitzender er wurde.

### Auszeichnungen
- 20. Juli 1907 Verdienstorden Philipps des Großmütigen, Ritterkreuz I. Klasse
- 17. August 1907 Kronenordens III. Klasse